# 埃特雷讷
埃特雷讷（法語：Estrennes，法語發音：[etʁɛn] ⓘ）是法国大東部大區孚日省的一个市镇，属于讷沙托区。

## 地理
埃特雷讷（48°15'30"N, 6°3'0"E）面积5.99 平方千米，位于法国大東部大區孚日省，该省份为法国东北部内陆省份，北起默兹省和默尔特-摩泽尔省，西接上马恩省，南至上索恩省和贝尔福地区省，东临上莱茵省和下莱茵省。
与埃特雷讷接壤的市镇（或旧市镇、城区）包括：奥夫鲁瓦库尔、雷米库尔、勒蒙库尔、维维耶-莱索夫鲁瓦库尔、多梅夫尔苏蒙福尔、栋于连。
埃特雷讷的时区为UTC+01:00、UTC+02:00（夏令时）。

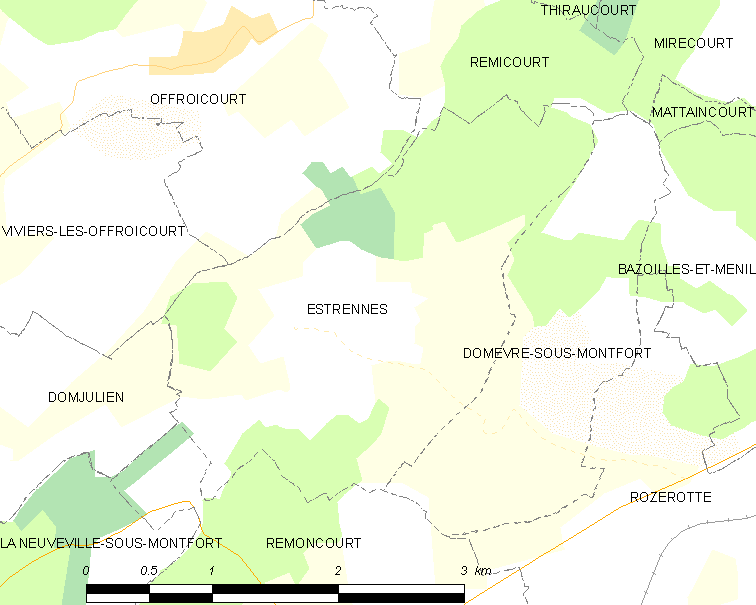
埃特雷讷的OSM定位图

## 行政
埃特雷讷的邮政编码为88500，INSEE市镇编码为88164。

## 政治
埃特雷讷所属的省级选区为维泰勒县。

## 人口

1962-2008年间埃特雷讷人口变化图示

埃特雷讷于2022年1月1日时的人口数量为106人。